# András Haán
András Haán (* 19. Juni 1946 in Budapest; † 5. Januar 2021 in Solymár) war ein ungarischer Basketballspieler, Segler und Herzchirurg.

## Laufbahn
András Haán nahm mit der ungarischen Basketballnationalmannschaft an den Olympischen Sommerspielen 1964 in Tokio teil. Die Mannschaft belegte den 13. Rang. Zwölf Jahre später kam es zu seiner zweiten Olympiateilnahme. Bei den Sommerspielen von Montreal startete er jedoch in der Segelregatta mit dem Finn Dinghy und belegte den 17. Platz. Auch bei nationalen Meisterschaften war er erfolgreich, so wurde er zwischen 1970 und 1983 zehnmal Ungarischer Meister.
Haán galt als einer der besten Herzchirurgen in Ungarn.